# Iglesia de San Julián (Ascaso)
La iglesia de San Julián de Ascaso es un templo barroco abandonado ubicado en la población de Ascaso, en el municipio de Boltaña. Forma parte de un conjunto arquitectónico con la también abandonada abadía que se encuentra al norte del templo.

## Historia
El templo fue construido en el siglo XVII aunque en el siglo XIX sufrió una reforma considerable al adosarle la torre del campanario.

## Descripción
Es una construcción en sillarejo, mampostería y sillar de piedra toba en las bóvedas que cuenta con una sola nave de planta rectangular con una cabecera recta de menor anchura. En el lado sur tiene una pequeña habitación que tenía el uso de baptisterio, mientras que la sacristía se ubicaba también al sur, entre la cabecera y el cuerpo principal, a la que se accede por acceso interior adintelado y cuenta con dos estancias, una cubierta con cubierta plana de madera y la otra con bóveda de cañón paralelo a la del cuerpo principal. Junto a la cabecera, en la nave, hay dos arcosolios con arco de medio punto rebajado. 
El cuerpo principal, actualmente en ruinas, se cubría con bóveda de cañón peraltado al igual que la cabecera pero esta permanece todavía. La estancia o baptisterio posee techumbre plana y el acceso está en el muro occidental a través de un arco de medio punto con grandes dovelas, precedida por atrio abovedado con medio cañón. 
La torre, construida con mampostería rejuntada con cemento se ubica en el lado sur, no posee articulación en sus pisos al exterior y remata en techumbre de madera a cuatro vertientes, en sus caras sur y oeste se abren vanos con arco de medio punto. 
Conserva dos campanas de pequeño tamaño, con inscripciones que las datan hacia 1879 y que dicen:

SANTA BARBARA ORA PRO NOBIS BALLESTERIOS ME HIZO AÑO 1897 SIENDO CURA M.S. JOSE FRAGO Y ALCALDE D. JULIAN CERESUELA
BALLESTEROS ME HIZO AÑO 1879 SANTA MARINA Y S. AGUEDA R.P.S